# Pampa Larga (Paita)
Pampa Larga es un caserío peruano ubicado en el distrito de Tamarindo, perteneciente a la provincia de Paita del departamento de Piura, al norte del Perú. 

## Ubicación
Pampa Larga se ubica al norte de la provincia de Paita, en el distrito de Tamarindo, en el departamento de Piura. 

## Demografía
En 2017 Pampa Larga tenía una población de 82 habitantes.